# Mário Fernandes
Mário Figueira Fernandes (ros. Марио Фигейра Фернандес [ˈmarʲɪo fʲɪˈɡʲejrə fʲɪrˈnandəs]; ur. 19 września 1990 w São Caetano do Sul) – rosyjsko–brazylijski piłkarz, grający na pozycji obrońcy w rosyjskim klubie Zenit Petersburg. W 2013 roku reprezentant Brazylii. W latach 2017–2021 wielokrotny reprezentant Rosji. Uczestnik Mistrzostw Świata w 2018 roku oraz Mistrzostw Europy 2020. Większość kariery spędził w rosyjskim CSKA Moskwa.

## Kariera klubowa
Mário Fernandes z klubu São Caetano przeniósł się do Grêmio w marcu 2009 roku. 28 czerwca 2009 roku zadebiutował w drużynie z Porto Alegre. Od tego występu stał się pierwszym wyborem trenera Celso Rotha na pozycji prawego obrońcy. 25 kwietnia 2012 roku prezydent Grêmio ogłosił, że uzgodniono transfer Mário Fernandesa z rosyjskim klubem CSKA Moskwa. Kwota transferu wyniosła 15 milionów euro.

## Kariera reprezentacyjna
Mário Fernandes w reprezentacji Brazylii zadebiutował w towarzyskim meczu z Japonią 14 października 2014 roku. Po przyjęciu rosyjskiego obywatelstwa został powołany do reprezentacji Rosji na mecz z Turcją 31 sierpnia 2016 roku i Ghaną 6 września 2016 roku.

## Statystyki klubowe
| Sezon     | Klub        | Kraj     | Rozgrywki                     | Mecze | Bramki |
| --------- | ----------- | -------- | ----------------------------- | ----- | ------ |
| 2009      | Grêmio      | Brazylia | Campeonato Brasileiro Série A | 19    | 0      |
| 2010      | Grêmio      | Brazylia | Campeonato Brasileiro Série A | 2     | 0      |
| 2011      | Grêmio      | Brazylia | Campeonato Brasileiro Série A | 33    | 1      |
| 2012      | Grêmio      | Brazylia | Campeonato Brasileiro Série A | 0     | 0      |
| 2012/2013 | CSKA Moskwa | Rosja    | Priemjer-Liga                 | 28    | 1      |
| 2013/2014 | CSKA Moskwa | Rosja    | Priemjer-Liga                 | 12    | 0      |
| 2014/2015 | CSKA Moskwa | Rosja    | Priemjer-Liga                 | 29    | 0      |
| 2015/2016 | CSKA Moskwa | Rosja    | Priemjer-Liga                 | 27    | 1      |
| 2016/2017 | CSKA Moskwa | Rosja    | Priemjer-Liga                 | 30    | 0      |
| 2017/2018 | CSKA Moskwa | Rosja    | Priemjer-Liga                 | 25    | 0      |

## Osiągnięcia
Klub
- Grêmio Porto Alegre
  - Campeonato Gaúcho: 2010
- CSKA Moskwa
  - Mistrzostwo Rosji: 2013, 2014, 2016
  - Puchar Rosji: 2013
  - Superpuchar Rosji: 2014